# يانوش أراني

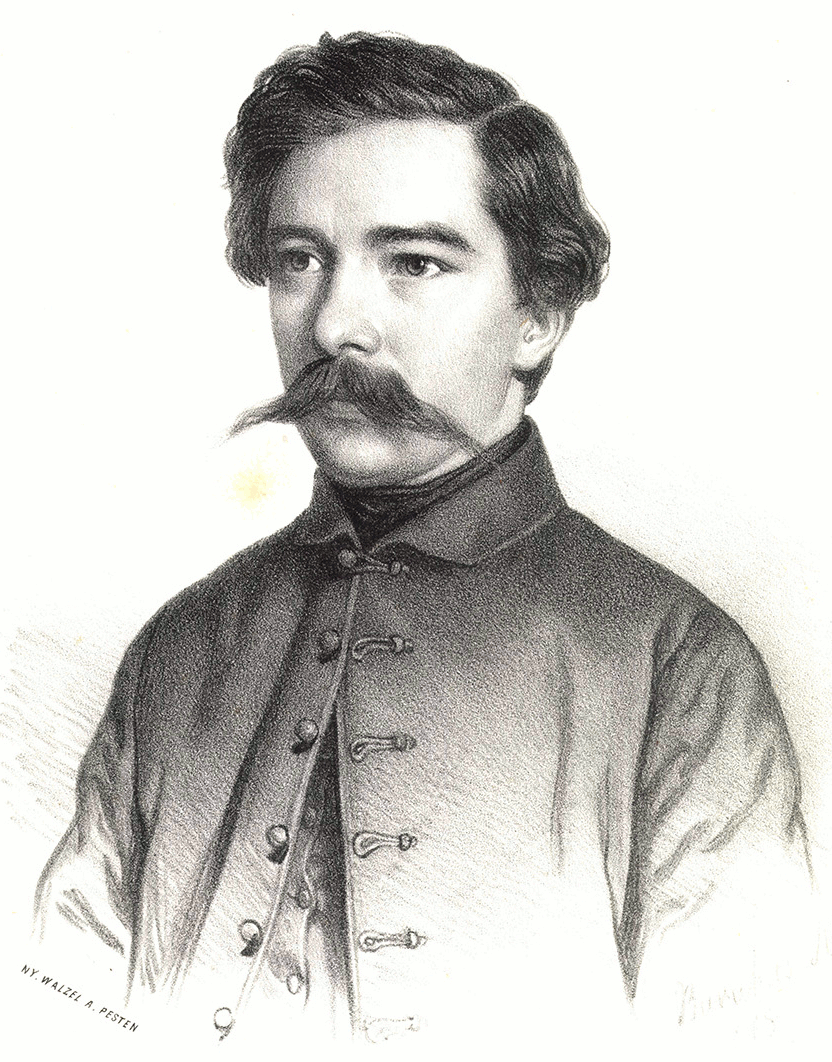
يانوش أراني

يانوش أراني (János Arany) هو أديب وصحفي وشاعر ومترجم مجري ولد في 2 مارس/آذار 1817م وتوفي في 22 أكتوبر/تشرين الأول 1882م. ولد يانوش في سالونتا في المجر (هنغاريا) والتي تقع حالياً في رومانيا. من أشهر أعماله ثلاثية تولدي (Toldi) وهي من أهم الملاحم الأدبية. إضافة إلى حوالي 40 قصة تم ترجمتها إلى أكثر من 50 لغة حول العالم.

## روابط خارجية
- يانوش أراني على موقع الموسوعة البريطانية (الإنجليزية)
- يانوش أراني على موقع ميوزك برينز (الإنجليزية)
- يانوش أراني على موقع ديسكوغز (الإنجليزية)